# Yttriumiodid
Yttriumiodid ist eine anorganische chemische Verbindung des Yttriums aus der Gruppe der Iodide.

## Gewinnung und Darstellung
Yttriumiodid kann durch Reaktion von Yttrium mit Iod gewonnen werden.
{\displaystyle \mathrm {2\ Y+3\ I_{2}\longrightarrow 2\ YI_{3}} }
Es kann auch durch Reaktion von Yttriumoxid oder Yttriumhydroxid mit Iodwasserstoffsäure gewonnen werden.

## Eigenschaften
Yttriumiodid ist ein hellgrauer bis gelblicher flockiger Feststoff, der löslich in Wasser ist. Er besitzt ein trigonales Kristallsystem entsprechend der von Bismuttriiodid mit der Raumgruppe R3 (Raumgruppen-Nr. 148) und den Gitterkonstanten a = 7,4864 Å und c = 20,880 Å. Es kommt auch als Tri- und Hexahydrat vor.